# Ophiomyia labiatarum
Ophiomyia labiatarum är en tvåvingeart som beskrevs av Erich Martin Hering 1937. Ophiomyia labiatarum ingår i släktet Ophiomyia och familjen minerarflugor. Inga underarter finns listade i Catalogue of Life.